# Gomphurus ventricosus
Gomphurus ventricosus is een echte libel uit de familie van de rombouten (Gomphidae).
De wetenschappelijke naam van de soort werd in 1863 als Gomphus ventricosus gepubliceerd door Benjamin Dann Walsh.